# Дрізд аргентинський
Дрізд аргентинський (Turdus nigriceps) — вид горобцеподібних птахів родини дроздових (Turdidae). Мешкає в Андах. Раніше вважався конспецифічним з бразильським дроздом.

## Поширення і екологія
Аргентинські дрозди мешкають на півдні Еквадору (Лоха, Самора-Чинчипе), в Перу, Болівії і Аргентині (на південь до Ла-Ріохи і Кордови). Вони живуть у вологих гірських і рівнинних сухих тропічних лісах, на плантаціях та на болотах. Зустрічаються на висоті від 500 до 2000 м над рівнем моря.